# Salvador Millet i Maristany
Salvador Millet i Maristany (el Masnou?, 1900 - l'Ametlla del Vallès, 29 d'abril de 1965) fou un empresari i promotor cultural català.
Era fill de l'industrial cotoner Joan Millet i Pagès i d'Antònia Maristany i Colomé, i, per tant, germà del també empresari Fèlix Millet i Maristany. També fou nebot del cofundador de l'Orfeó Català Lluís Millet i oncle de Fèlix Millet i Tusell, qui fou director de l'Orfeó Català fins que l'any 2009 va ser destituït per corrupció.
Com a financer i empresari fou conseller delegat del Banc Popular, que presidia el seu germà Fèlix, i president de l'editorial Spes.
En el món cultural va ser cap de la secció de cultura de l'Ajuntament de Barcelona, va fundar l'Esbart Verdaguer juntament amb Manuel Cubeles i dirigí l'Obra del Ballet Popular.
Estigué casat amb Carme Muntadas i Florensa, que morí el 1957.